# Venus (Londen)
Venus is een historisch merk van motorfietsen.
De bedrijfsnaam was: Venus motors, London.
Dit was een Engels merk dat 318cc-Dalm-tweetaktmotoren en eigen 318 cc zijkleppers inbouwde. Men maakte echter ook modellen met een eigen viertaktmotor. De productie liep van 1920 tot 1923.
- Er was nog een merk met de naam Venus, zie Venus (Donauwörth).